# العلاقات الآيسلندية الغرينادية
العلاقات الآيسلندية الغرينادية هي العلاقات الثنائية التي تجمع بين آيسلندا وغرينادا.

## مقارنة بين البلدين
هذه مقارنة عامة ومرجعية للدولتين:
| وجه المقارنة                                              | آيسلندا          | غرينادا                                |
| --------------------------------------------------------- | ---------------- | -------------------------------------- |
| المساحة (كم2)                                             | 103.00 ألف       | 348                                    |
| عدد السكان (نسمة)                                         | 317.35 ألف       | 107.83 ألف                             |
| الكثافة السكانية (ن./كم²)                                 | 3.08             | 30.99 ألف                              |
| العاصمة                                                   | ريكيافيك         | سانت جورجز                             |
| اللغة الرسمية                                             | اللغة الآيسلندية | لغة إنجليزية، إنكليزية غرنادة المولدة ‏ |
| العملة                                                    | كرونة آيسلندية   | دولار شرق الكاريبي                     |
| الناتج المحلي الإجمالي (بليون دولار)                      | 23.91 مليار      | 1.12 مليار                             |
| الناتج المحلي الإجمالي (تعادل القوة الشرائية) بليون دولار | 15.79 مليار      | 1.45 مليار                             |
| الناتج المحلي الإجمالي الاسمي للفرد دولار أمريكي          | 50.17 ألف        | 9.21 ألف                               |
| الناتج المحلي الإجمالي للفرد دولار أمريكي                 | 46.55 ألف        | 12.43 ألف                              |
| مؤشر التنمية البشرية                                      | 0.899            | 0.750                                  |
| رمز المكالمات الدولي                                      | +354             | +1473                                  |
| رمز الإنترنت                                              | .is              | .gd                                    |
| المنطقة الزمنية                                           | 00، أوروبا/لندن ‏ | 00                                     |

## منظمات دولية مشتركة
يشترك البلدان في عضوية مجموعة من المنظمات الدولية، منها:
| علم المنظمة | اسم المنظمة                               | تاريخ انضمام آيسلندا | تاريخ انضمام غرينادا |
| ----------- | ----------------------------------------- | -------------------- | -------------------- |
|             | الاتحاد البريدي العالمي                   | ?                    | ?                    |
|             | يونسكو                                    | 8 يونيو 1964         | 17 فبراير 1975       |
|             | البنك الدولي للإنشاء والتعمير             | 27 ديسمبر 1945       | 27 أغسطس 1975        |
|             | منظمة التجارة العالمية                    | ?                    | ?                    |
|             | وكالة ضمان الاستثمار متعدد الأطراف        | 25 سبتمبر 1998       | 12 أبريل 1988        |
|             | الاتحاد الدولي للاتصالات                  | 1 أكتوبر 1906        | 17 نوفمبر 1981       |
|             | منظمة الشرطة الجنائية الدولية             | ?                    | ?                    |
|             | مؤسسة التمويل الدولية                     | 20 يوليو 1956        | 28 أغسطس 1975        |
|             | الأمم المتحدة                             | 19 نوفمبر 1946       | 17 سبتمبر 1974       |
|             | مؤسسة التنمية الدولية                     | 19 مايو 1961         | 28 أغسطس 1975        |
|             | منظمة حظر الأسلحة الكيميائية              | ?                    | ?                    |
|             | المركز الدولي لتسوية المنازعات الاستشارية | 14 أكتوبر 1966       | 23 يونيو 1991        |

## وصلات خارجية
- موقع وزارة الخارجية الآيسلندية